# جدجد داكن
جدجد داكن (الاسم العلمي: Gryllus ater) هو نوع من الحشرات يتبع جنس الجدجد من فصيلة الجداجد الحقيقية.